# سیارک ۵۲۰۰
سیارک ۵۲۰۰ (به انگلیسی: 5200 Pamal، نامگذاری:1983CM) پنج هزار و دویستمین سیارک کشف شده‌است که در ۱۱ فوریه ۱۹۸۳ کشف شد.
قدر مطلق سیارک برابر ۱۳٫۸۰ است.